# Рай-Барели (округ)
Рай-Баре́ли (англ. Raebareli) — округ в индийском штате Уттар-Прадеш. Административный центр — город Рай-Барели. Площадь округа — 4609 км². По данным всеиндийской переписи 2001 года население округа составляло 2 872 335 человек. Уровень грамотности взрослого населения составлял 53,79 %, что ниже среднеиндийского уровня (59,5 %).